# Slag bij Cerami

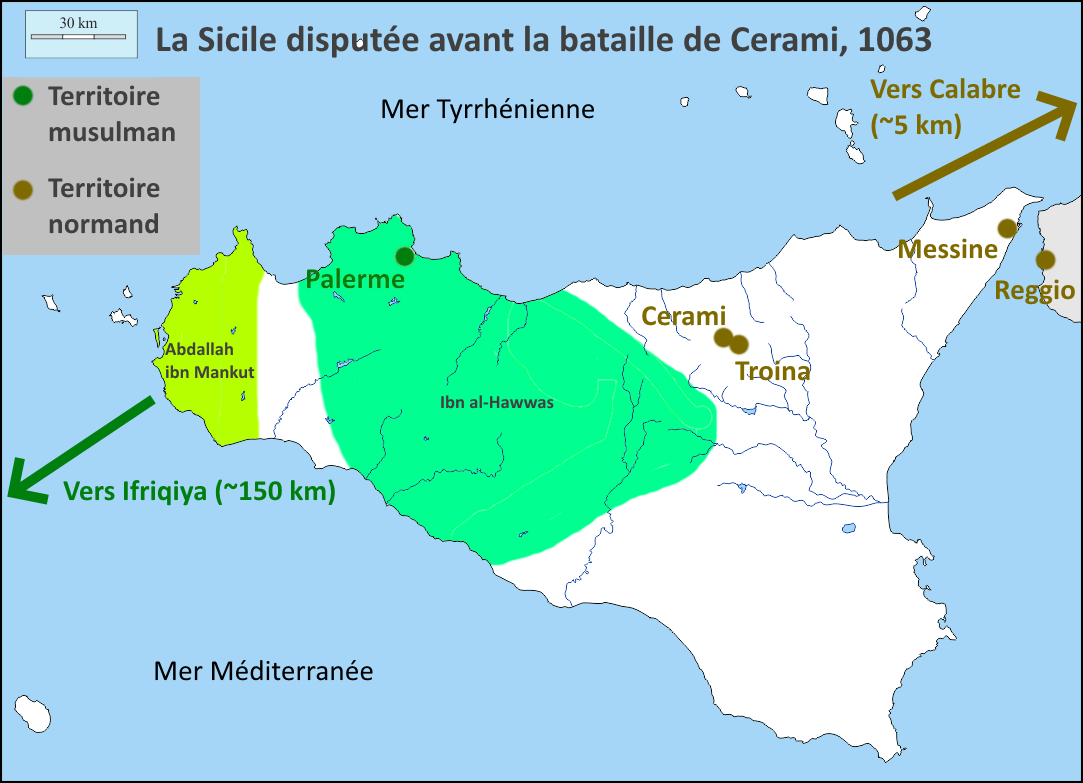
Kaart van Sicilië voor de veldslag. Groen = onder Arabisch bestuur

De Slag bij Cerami en de gelijknamige rivier, in Sicilië, vond plaats in juni 1063. De plaats Cerami ligt nabij Troina en Enna. De veldslag was een onderdeel van de Normandische verovering van Sicilië op de Arabische heersers, meer bepaald het Huis der Kalbiden dat de emir van Sicilië leverde. Generaal Ibn al-Hawas leidde de Arabisch-Siciliaanse troepen die bestonden uit troepen loyaal aan de Kalbiden en Berberse hulptroepen uit Noord-Afrika, namelijk uit Ifriqiya waar de Ziriden heersten.

## Veldslag
De Normandiërs rukten op vanuit het oosten richting westen, waar de Arabieren stand hielden. De Normandische troepen werden aangevoerd door Rogier I van Sicilië van het Huis Hauteville; hij was een van de zonen van Tancred die met hem Zuid-Italië binnenvielen. Rogier I werd bijgestaan door zijn neef Serlo II van Hauteville, zoon van zijn broer Serlo I van Hauteville. In de jaren 1061-1062 ondervond Rogier I oponthoud in het garnizoen van Troina. Dit kwam niet alleen door gevechten met Arabieren maar ook door schermutselingen met Griekstaligen. 
In 1063 besloot Rogier I door te stoten naar het oosten. Intussen hadden troepen van Kalbiden en Zeriden zich verenigd. Hun kampementen lagen bij Cerami. Serlo II slaagde erin Cerami te bezetten en weerstand te bieden aan de Arabische belegeraars, die op hem afkwamen. Toen dezen afdropen, ontstond er wanorde tussen troepen die terugkeerden naar het kamp en dezen die oog in oog stonden met Rogier I. Ondanks de overmacht van de Arabieren wonnen de Normandiërs. Het nabij gelegen Enna bleef in handen van de Arabieren. Rogier I stuurde vier kamelen op naar paus Alexander II in Rome, als geschenk voor zijn overwinning op de moslims. De paus was immers de suzerein van het Normandisch hertogdom Apulië-Calabrië-Sicilië.

## Legendes
De Normandische winst van Cerami (1063) vond plaats tussen hun verovering van Messina in het oosten (1061) en de latere veroveringen van Palermo (1072) en de regio’s Val di Mazara en Val di Noto (1091). 
Niettemin omschreven Italiaanse geschiedschrijvers de overwinning in Cerami als een keerpunt in het verdrijven van moslims uit Sicilië. Het was het begin van legendes rond de Slag bij Cerami. De benedictijn Godfried van Malaterra beschreef de heroïsche strijd in Cerami in zijn boek De rebus gestis Rogerii Calabriae et Siciliae comitis et Roberti Guiscardi ducis fratris eius: de troepensterkte der Normandiërs was zo klein als bij de Spartanen in de Slag bij Thermopylae (480 v.Chr.). Het verschil was dat de Spartanen verloren en de Normandiërs wonnen. Godfried van Malaterra zag hierin als verklaring de hulp van de aartsengel Michaël, die als een onbekende ridder in wit uniform meevocht. Over een vaandel dat Sint-Joris voorstelt, wordt ook in legendes verhaald.